# Конкорд (Ню Хампшър)
Вижте пояснителната страница за други значения на Конкорд.
Конкорд (на английски: Concord) е столицата на щата Ню Хампшър в САЩ. Конкорд е с население от 40 687 жители. (2000) Конкорд е с обща площ от 174,90 км² (67,50 мили²).